# Blue Line
Blue Line è stata una compagnia aerea francese charter, con sede a Roissy-en-France nei pressi dell'aeroporto di Parigi-Charles de Gaulle. Fondata nel 2002, ha cessato le attività nel 2010.

## Storia
La società fu fondata nel gennaio 2002 da Xavier Remondeau (presidente e amministratore delegato) e da altri sette azionisti, tutti professionisti con esperienze maturate nell'aviazione civile. Le attività iniziarono nel maggio 2002: voli charter per tour operator, noleggi di velivoli ad altri vettori, voli vip. La società aveva 190 dipendenti.
Le difficili condizioni operative e l'aspra concorrenza durante l'inizio del Nuovo Millennio compromisero le aspirazioni dell'azienda, che si era peraltro dotata di eccellenti aeroplani per i compiti prepostisi. Inevitabile quindi la chiusura, avvenuta tra il generale compianto il giorno 6 ottobre 2010.

## Flotta
La flotta nel dicembre 2009
- 1 Airbus A310-300ER F-HBOY
- 4 MD 83 F-GMLI, F-GMLK, F-GMLU e F-GMLX
- 2 Fokker F100 F-GNLG e F-GNLH